# Ianthocincla
Ianthocincla (лат.) — род воробьиных птиц из семейства кустарницевых (Leiothrichidae).

## Название
Название рода образовано от др.-греч. onthos — «молодой волос» или «пух» и новолат. cinclus — «дрозд».

## Ареал
Обитают в Китае, Индии, Непале, Бутане, Мьянме, Вьетнаме. Некоторые виды являются эндемиками Китая.

## Таксономия
Род восстановлен в 2018 году на основании филогенетического исследования семейства, выполненного Cibois и коллегами. К нему отнесли 8 видов, ранее включаемых в род кустарниц (Garrulax).

### Классификация
Международный союз орнитологов относит к роду 8 видов:
- Ianthocincla bieti Oustalet, 1897
- Ianthocincla cineracea (Godwin-Austen, 1874) — Пепельная кустарница
- Ianthocincla konkakinhensis (J. C. Eames & C. Eames, 2001)
- Ianthocincla lunulata J. Verreaux, 1871 — Волнистая кустарница
- Ianthocincla maxima (J. Verreaux, 1871) — Большая кустарница
- Ianthocincla ocellata (Vigors, 1831) — Лесная кустарница
- Ianthocincla rufogularis Gould, 1835 — Рыжегорлая кустарница
- Ianthocincla sukatschewi (Berezowski & Bianchi, 1891) — Кустарница Сукачёва, или тимелия Сукачёва